# Polymorphanisus quadripunctatus
Polymorphanisus quadripunctatus là một loài Trichoptera thuộc họ Hydropsychidae. Chúng phân bố ở vùng Indomalaya.